# Hồng Vân (nhạc sĩ)
Hồng Vân (tên thật Trần Công Quý, sinh năm 1938) là một nhạc sĩ nhạc vàng Việt Nam. Ông là tác giả ca khúc nổi tiếng “Đồi thông hai mộ” và nhiều bài hát khác dành cho tầng lớp bình dân tại Sài Gòn trước 1975.

## Tiểu sử
Ông tên thật là Trần Công Quý, sinh năm 1938.
Khoảng thập niên 1960, ông vào Sài Gòn lập nghiệp bằng nghề viết nhạc. Bút danh Hồng Vân là tên thật người vợ của ông. Nhiều bài hát của ông được ký tên Hồng Vân - Trần Quý. Ngoài ra ông còn dùng nhiều bút danh khác là Dạ Lan Thanh, Trúc Bạch và một số tên ghép.
Ngoài viết nhạc, ông còn mở thêm lớp nhạc Hồng Vân tại số 16/47 Trần Bình Trọng, Chợ Quán do ông trực tiếp dạy nhạc lý và Trung Chỉnh luyện hát. Một số ca sĩ nổi tiếng từ lớp nhạc này gồm có Giao Linh, Trường Thanh, Thủy Tiên, Thanh Hương, Tuyết Linh ... Ngoài ra, ông còn làm trưởng ban Nhạc Thời Trang Đài Truyền hình Việt Nam, ban Hồng Hà trên đài Đài Phát thanh Sài Gòn và điều khiển nghệ thuật cho hãng đĩa Continental. Tuy nhiên, đến năm 1973, ông chuyển về sống tại Gò Vấp, và lớp nhạc cũng được chuyển về đây dạy cho đến năm 1975.
Sau ngày 30 tháng 4 năm 1975, ông ở lại Việt Nam. Ông qua đời vào năm 2003 tại Sài Gòn. Ông kết hôn vào năm 1971 và có 2 người con.

## Ca khúc

### Đồi thông hai mộ

Bìa bản nhạc Đồi thông hai mộ xuất bản năm 1964.

Đồi thông hai mộ là một ca khúc của Hồng Vân viết vào năm 1964 vì cảm kích câu chuyện tình có thật ở Đà Lạt. Ở cuối bản thảo, ông đã viết thêm câu thơ để tưởng niệm đôi tình nhân trên:

Em ơi giữa lòng đất lạnh

Chỉ hai đứa mình để dệt lại chuyện xưa.

Ca khúc này có sức sống mãnh liệt trong lòng người hâm mộ và được rất nhiều ca sĩ nhạc vàng trình diễn. Người đầu tiên hát là ca sĩ Hoàng Oanh, sau đó là Hương Lan, Thanh Tuyền, Phương Dung, Trường Vũ, và gần đây nhất là ca sĩ Lệ Quyên.

## Nhầm lẫn
Một số ca sĩ hát sai và nhầm lẫn điệp khúc của bài Tôi mất người yêu với điệp khúc của bài Người không cô đơn của Vinh Sử.  Điệp khúc của bài hát như sau :
Dù tôi mất ăn mất ngủ thả đành
Chứ khi mất hẳn người tình
Thì lòng bảo quên, dễ đâu vì người tôi thương bấy lấu,
Thương còn hôn chinh bản thân tôi.
Còn câu cuối của bài hát như thế nay :
Đang lúc nửa đêm tôi đánh mất người yêu.
Nhớ ơi là nhớ nó xui tôi ngồi chờ.
Buồn đến làm quen, thừa cơ len lỏi vào hồn
Làm tôi đau tủi cả lòng vì đánh mất người yêu.
Bài hát Nửa Vòng Tay Nhau (''Nhà tôi ở vùng ngoại ô, Xóm nghèo đông đúc có một cầu tre...'') bị nhầm tên với Người Mang Kỷ Niệm của Hoài Phương.

## Tác phẩm

### Hồng Vân - Trần Quý
- Ai có hỏi anh
- Anh nói em nghe (1966)
- Bài ca của lính (1968)
- Bão rừng 1, 2
- Chia xa (1970)
- Chiều hải đảo (Chuyếu tàu chiều 2, 1966)
- Có một người
- Đất bằng nổi sóng (1966)
- Đứa con thời loạn
- Em nói anh nghe (1966)
- Gác chuông giáo đường 1, 2 (1971)
- Hai đứa làm quen (1970)
- Hoa mùa chinh chiến
- Hoa rơi mùa loạn
- Hoa xuân tiền tuyến
- Hỏi cưới (1970)
- Kỷ niệm chia đôi
- Mái tóc thế 1, 2
- Ngày tôi ra đi
- Ngày vui hai đứa
- Người ấy là tôi
- Người em cùng xóm (1970)
- Nhân chứng
- Nói chuyện với em
- Sau ba ngày tết
- Trăng sáng đồi thông (1966)
- Tôi mất người yêu 1, 2 (1971)
- Tuổi tình
- Tủi đau
- Viết cho hai đứa

### Hồng Vân
- Bài hát ngày xưa
- Bước chân giang hồ
- Buồn trong ngày cưới
- Cầu nguyện cho nhau (1970)
- Chúng mình (1971)
- Chiếc áo chung tình
- Chiều tím đồi sim (Tâm sự người con gái)[7]
- Cho em ngày chủ nhật (Màu hồng chủ nhật 2)
- Chuyến tàu chiều
- Chuyện cành hoa Mimosa (thơ Nhất Tuấn, 1971)
- Chuyện anh và em
- Chuyện nàng Oanh
- Chuyện ngày Chủ Nhật (1968)
- Chuyện người con gái hái sim[8](1965)
- Chuyện Hồ Than Thở[9]
- Chuyện tình cô đơn
- Chuyện tình trong phim
- Chúc Lương di hận
- Đám cưới người yêu
- Đêm độc hành (1966)
- Đồi thông hai mộ (1964)
- Đón xuân tiền tuyến
- Em ngủ trong trăng
- Gió lạnh đêm hè (1964)
- Giòng thư năm cũ (Mưa ngâu)
- Hai đứa đẹp đôi
- Hai đứa thương nhau
- Hát hội quê hương
- Hẹn ước vì nhau (thơ Kim Tuấn)
- Hoa lòng
- Học sinh đời hy vọng (thơ Kim Tuấn)
- Kẻ đến sau[10]
- Không tiền cưới vợ
- Liễu buồn
- Lời hát cho em
- Màu hồng chủ nhật
- Màu hoa bí[11]
- Màu hoa tím buồn (Chuyện người con gái hái sim 2)
- Màu tím hoa sim[12]
- Muốn nói với em
- Mười lăm năm trước
- Nếu vắng em rồi
- Ngày vui cuối tuần (1971)
- Người đến rồi đi (Giòng thư năm cũ)
- Niềm tin Anna
- Nước cuốn hoa trôi (1968)
- Nước mắt cô dâu
- Nói với anh
- Nỗi buồn thứ hai
- Nửa vòng tay nhau (1971)
- Sài Gòn Twist
- Sau ngày đó
- Sẽ quên anh
- Tâm sự Hàn Mặc Tử
- Tâm sự người yêu
- Tàu về quê hương (1974)
- Tiếng vọng đồi thông (Đồi thông hai mộ 2)
- Tình buồn (1965)
- Tình cay đắng
- Tình người yêu cũ
- Tình tuyệt vọng (Tâm sự người con trai)
- Tình yêu là thế
- Tình yêu nhiệm màu
- Tóc em chưa úa nắng hè[13]
- Tôi muốn tự do
- Tưởng lại người xưa (1961)
- Xin đừng giận nhau
- Xin hỏi một người
- Yêu em yêu cả một đời
- Yêu thầm
- Vì đâu nên nỗi
- Vĩnh biệt đồi thông

### Trần Quý
- Chuyện lính
- Chuyện tình Anna Nguyệt
- Đã trót lỡ làng
- Đêm trăng miền thượng
- Em là tiên thành phố
- Gặp nhau trong mưa
- Giận nhau một tuần
- Mồ hoang bên suối
- Mưa sao trần thế
- Nếu mộng không thành
- Ngập ngừng (thơ Hồ Dzếnh)
- Nghèo tình
- Người ấy (1969)
- Người say kể chuyện
- Người yêu tương lai
- Như tượng đá
- Quê hương con chim hòa bình
- Tại ai
- Tình mông
- Ước gì anh cưới được em
- Vì sao chưa nói
- Vì tại anh
- Vỡ mộng
- Xe cưới cho em

### Như Phy
- Cho người tình nghèo
- Đời con gái
- Em đẹp quá (Hồng Vân - Như Phy)
- Gái có chồng 1, 2
- Ghen với anh
- Giã biệt tình em
- Hai đứa nghèo (1971)
- Kiếp hoa buồn
- Muôn dặm tìm nhau (Trần Quý - Như Phy)
- Người mang tâm sự (1972)
- Số nghèo
- Tình câm
- Yêu người ấy

### Hồng Trần
- Bài ca của lính (1968)
- Kết bạn tâm thư
- Màu xanh tương lai
- Mừng ngày đám cưới
- Tình nở đôi tim

### Quí Phi
- Chọn mặt gửi vàng
- Con đường hạnh phúc
- Giòng thư ngỏ
- Lời anh đã nói
- Nghèo (Trần Quý - Quí Phi)
- Thư tình em gái

### Dạ Lan Thanh
- Chỉ một mình em (với Đỗ Thiều)
- Chuyện phim buồn (1964)
- Lặng lẽ (với Đỗ Thiều)
- Lỡ bước sang ngang
- Mùa hoa dang dở
- Người em áo trắng
- Nhờ nói một người

### Trần Công Tâm
- Ngày đẹp quê hương
- Quê hương hòa bình
- Quê hương thơ mộng

### Trúc Bạch
- Chắc anh còn nhớ
- Tôi bước vào yêu (với Hoàng Sơn[14], 1971[15])

### Phy Vân
- Ngỏ ý yêu em

### Vân Quý
- Nếu anh biết được

### Viết chung với nhạc sĩ khác
- Chiều chia ly (với Lam Thiên Hương, 1962)
- Chúng mình yêu nhau (với Tuyết Nhung)
- Đêm mưa cuối mùa (với Lam Thiên Hương)
- Đôi bạn tâm tình (với Ngọc Chiêu)
- Kể chuyện đời tôi (với Nguyên Hà)
- Ngày mai tôi đi (với Quốc Chinh)
- Tâm sự chúng mình (với Nguyên Hà, 1967)
- Thương (với Ngọc Chiêu)
- Thương nhớ người đi (với Phạm Đình Bảo)
- Tình chiều viễn phương (với Phạm Đình Bảo)
- Tiếng mưa đêm (với Đằng Vân)
- Xuân hy vọng (với Ngọc Chiêu)